# Matthias Eberhard (Landrat)

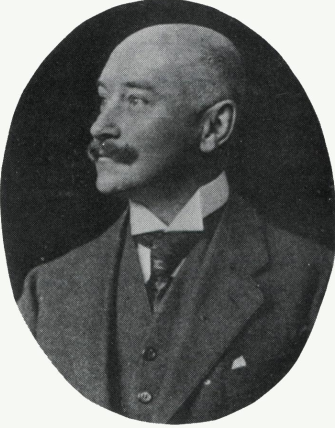
Mathias Eberhard

Matthias Eberhard (geboren am 2. Januar 1871 in Trier; gestorben am 28. Oktober 1944 in Köln) war ein preußischer Verwaltungsjurist und Landrat des Kreises Mülheim am Rhein und dessen Nachfolger, des Rheinisch-Bergischen-Kreises.

## Leben

### Kindheit und Ausbildung
Matthias Eberhard wurde als Sohn des promovierten Gymnasiallehrers und späteren -direktors Johann Baptist Eberhard und der Rosa Eberhard geb. Grach geboren. Er besuchte das Gymnasium in Sigmaringen, das er im Jahr 1890 mit der Reifeprüfung verließ. Von 1891 bis 1894 studierte er an der Ludwig-Maximilians-Universität München, der Eberhard Karls Universität Tübingen und der Philipps-Universität Marburg Rechtswissenschaft. 1892 wurde er im Corps Borussia Tübingen aktiv.

### Werdegang
Nach dem Abschluss seiner Studien trat Eberhard zum 5. März 1894 als Gerichtsreferendar in den preußischen Justizdienst ein. Mit dem 18. März 1896 als Regierungsreferendar in den Bereich des Inneren wechselnd, wurde er dort am 25. März 1899 zum Regierungsassessor ernannt und zum 11. Juni 1899 der Regierung Schleswig zur weiteren Beschäftigung überwiesen. Im Jahr 1900 ließ er sich dann vorübergehend zur Ausbildung in der Landwirtschaft beurlauben, bevor er noch im selben Jahr als Regierungsassessor bei der Regierung Trier den Dienst wieder aufnahm. In selber Stellung wurde er in der Folge an die Regierungen in Wiesbaden (Februar 1902) und Frankfurt/Oder (April 1903) versetzt. In Frankfurt erhielt Eberhard am 3. Juni 1907 die Ernennung zum Regierungsrat, bevor er im November 1906 an die Regierung Köln wechselte. Von dort wurde er im November 1918 für den zum 1. Februar 1919 pensionierten Landrat Hermann von Schlechtendal mit der kommissarischen Verwaltung des Kreises Mülheim am Rhein beauftragt. Dessen Amtssitz befand sich unverändert in Mülheim, obwohl nicht nur die seit 1901 kreisunabhängige Stadt Mülheim, sondern auch die Bürgermeisterei Merheim zum 1. April 1914 nach Köln eingemeindet worden waren. Im Januar 1920 erhielt Eberhard auch die definitive Ernennung als Mülheimer Landrat. Als der Kreis Mülheim zum 1. Oktober 1932 aufgelöst und mit dem ebenfalls aufgehobenen Kreis Wipperfürth zum Rheinisch-Bergischen-Kreis vereinigt wurde, blieb Eberhard als erster Landrat des neugebildeten Kreises im Amt. Den Umzug in den neuen Bergisch Gladbacher Amtssitz, die 1932 durch den Kreis angekaufte Villa Zanders, sollte er jedoch nicht mehr „erleben.“ Keine zwei Monate nach der Machtübernahme durch die Nationalsozialisten beantragte Eberhard am 15. März 1933 seine Versetzung in den Ruhestand, der dann zum 1. Mai 1933 erfolgte. Matthias Eberhard war seit dem Jahr 1909 Mitglied des Verwaltungsrates des Kölner Gymnasial- und Stiftungsfonds. Johann Bendel widmete 1925 sein Heimatbuch über den Landkreis Mülheim dem „Herrn Landrat Eberhard“.

## Familie
Der Katholik Mathias Eberhard heiratete am 29. April 1902 in Trier Angela Patheiger, die Tochter des Tabakfabrikanten, Weingutsbesitzers und Mitglied des preußischen Abgeordnetenhauses Heinrich Josef Patheiger und der Christine geb. Eichhorn. 